# Martins Location
Martins Location (auch Martin's Location, Martin Location oder Martin's Grant) ist ein gemeindefreies Gebiet im Coös County im US-Bundesstaat New Hampshire. Die Volkszählung von 2020 erfasste 2 Einwohner, der Census von 2010 erfasste das Gebiet als unbewohnt.

## Lage
Der Ort liegt bei den geographischen Koordinaten 44° 19' 36.82" Nord und 71° 12' 49.87" West auf einer Höhe von 378 Metern über dem Meeresspiegel im Osten der White Mountains. Die 9,7 km² große Fläche des Gebietes setzt sich zusammen aus 9,6 km² Land- und 0,1 km² Wasserfläche. An Martins Location grenzen Thompson and Meserves Purchase im Westen, Gorham im Norden, Bean’s Purchase im Osten sowie Greens Grant im Süden. Der Peabody River fließt von Süden nach Norden durch das Gebiet. An diesem entlang verläuft die New Hampshire State Route NH-16, der sogenannte White Mountains Highway.